# 広島県道363号栗原長江線
広島県道363号栗原長江線（ひろしまけんどう363ごう くりはらながえせん）は、広島県尾道市を通る一般県道である。

## 概要
尾道市栗原町から尾道市長江一丁目に至る。
尾道市のうち、栗原町より長江一丁目へ至る路線である。

### 路線データ
- 起点：尾道市栗原町[1]（大池三差路交差点、国道184号交点）
- 終点：尾道市長江一丁目[1]（長江口交差点、国道2号旧道交点）
- 重要な経過地：なし
- 実延長：2.819 km[注釈 1][1]
- 面積：26,857 m2[注釈 1][1]

## 歴史
1919年（大正8年）5月30日発行の『正式二万分一地形図』に、「三次町及庄原道」と記載されている道が原形。その道は1953年（昭和28年）5月18日に、「二級国道184号松江尾道線」となり、道路法改正により1965年（昭和40年）4月1日に、「一般国道184号」となる。この国道184号が、経路を尾道市街西部の栗原川沿いに付け替え、栗原川沿いを通っていた広島県道栗原西御所線（廃止）との国県道路線の入れ替えで、本路線が認定された。

### 年表
- 1971年（昭和46年）4月27日 - 広島県告示第436号により認定[1]。

## 路線状況
旧国道ということもあり狭い箇所が多く、国道2号尾道バイパス以南では朝の通勤・通学の時間帯（土、日、祝日を除く7：30 - 8：30）に時間一方通行規制が行われている。
また、路線終点部には、高さ制限（3.6 m）が設けられたJR山陽本線のガードがあるほか、行楽シーズンにおいて、国道2号旧道長江口交差点の信号待ちなどにより長い渋滞となる。
沿線には、小中高合わせて4つの学校があり、道幅も狭く危険なのと合わせ、平成の大合併により本市と合併した旧御調町と市役所本庁を最短距離で結ぶため、起点側より順次拡張がなされている。

### 並行する旧街道
- 旧石見銀山街道

## 地理

### 通過する自治体
- 尾道市

### 交差する道路
| 交差する道路           | 交差する場所 | 交差する場所            |
| ---------------------- | ------------ | ----------------------- |
| 国道184号              | 栗原町       | 大池三差路交差点 / 起点 |
| 国道2号 / 尾道バイパス | 栗原町       | 向峠ガード北側交差点    |
| 国道2号 / 尾道バイパス | 長江三丁目   | 向峠ガード南側交差点    |
| 国道2号 / 旧道         | 長江一丁目   | 長江口交差点 / 終点     |

### 交差する鉄道
- 山陽新幹線（尾道市栗原町）
- 山陽本線（尾道市長江一丁目）

### 沿線
- JR西日本山陽新幹線 新尾道駅（尾道市栗原町）
- 広島県立尾道北高等学校（尾道市長江三丁目）
- 尾道市立長江小学校（尾道市長江三丁目）
- 尾道市立長江中学校（尾道市長江三丁目）
- 尾道市立広島県尾道南高等学校（尾道市長江二丁目）
- 千光寺（尾道市東土堂町）
- 御袖天満宮（尾道市長江一丁目）